# Zsályafajok listája
Alább olvasható a zsálya (Salvia) növénynemzetség fajainak listája. A lista nem teljes; különböző rendszerek különböző fajokat sorolnak ide, 700-900 darabot. A listában a tudományos név után először a magyar megnevezés (ha van), zárójelben jellemző tulajdonságai, majd az angol szócikkből származó angol megnevezés található.

## A
- Salvia adiantifolia
- Salvia adoxoides
- Salvia aerea
- Salvia aethiopis L.
- Salvia alatipetiolata
- Salvia amissa Epling
- Salvia apiana – kaliforniai fehér zsálya; White Sage, Sacred Sage
- Salvia appendiculata
- Salvia argentea – ezüstzsálya; Silver clary or silver sage
- Salvia arizonica – „arizonai zsálya” (lila virágú); Arizona Sage, Desert Indigo Sage
- Salvia atropurpurea
- Salvia atrorubra
- Salvia austriaca Jacq. osztrák zsálya, polyhos zsálya
- Salvia azurea Michx. (nagyméretű kék virágokkal)

## B
| Tartalomjegyzék                                                 |
| --------------------------------------------------------------- |
| Elejére 0–9 A B C D E F G H I J K L M N O P Q R S T U V W X Y Z |

- Salvia baimaensis
- Salvia ballotiflora Benth.
- Salvia bifidocalyx

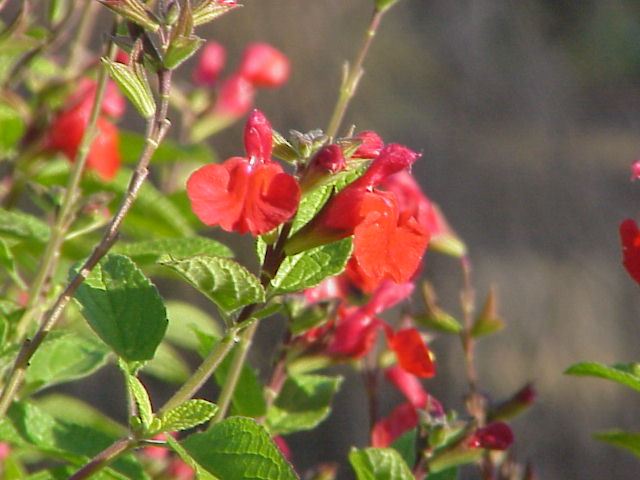
Salvia blepharophylla

- Salvia blepharophylla Brandegee ex Epling
- Salvia blogdettii Chapm.
- Salvia bowleyana
- Salvia brachyloma
- Salvia brandegeei Munz
- Salvia breviconnectivata
- Salvia brevilabra
- Salvia bulleyana

## C
| Tartalomjegyzék                                                 |
| --------------------------------------------------------------- |
| Elejére 0–9 A B C D E F G H I J K L M N O P Q R S T U V W X Y Z |

- Salvia cacaliaefolia Benth.
- Salvia campanulata
- Salvia candidissima
- Salvia carduacea Benth.
- Salvia castanea
- Salvia cavaleriei

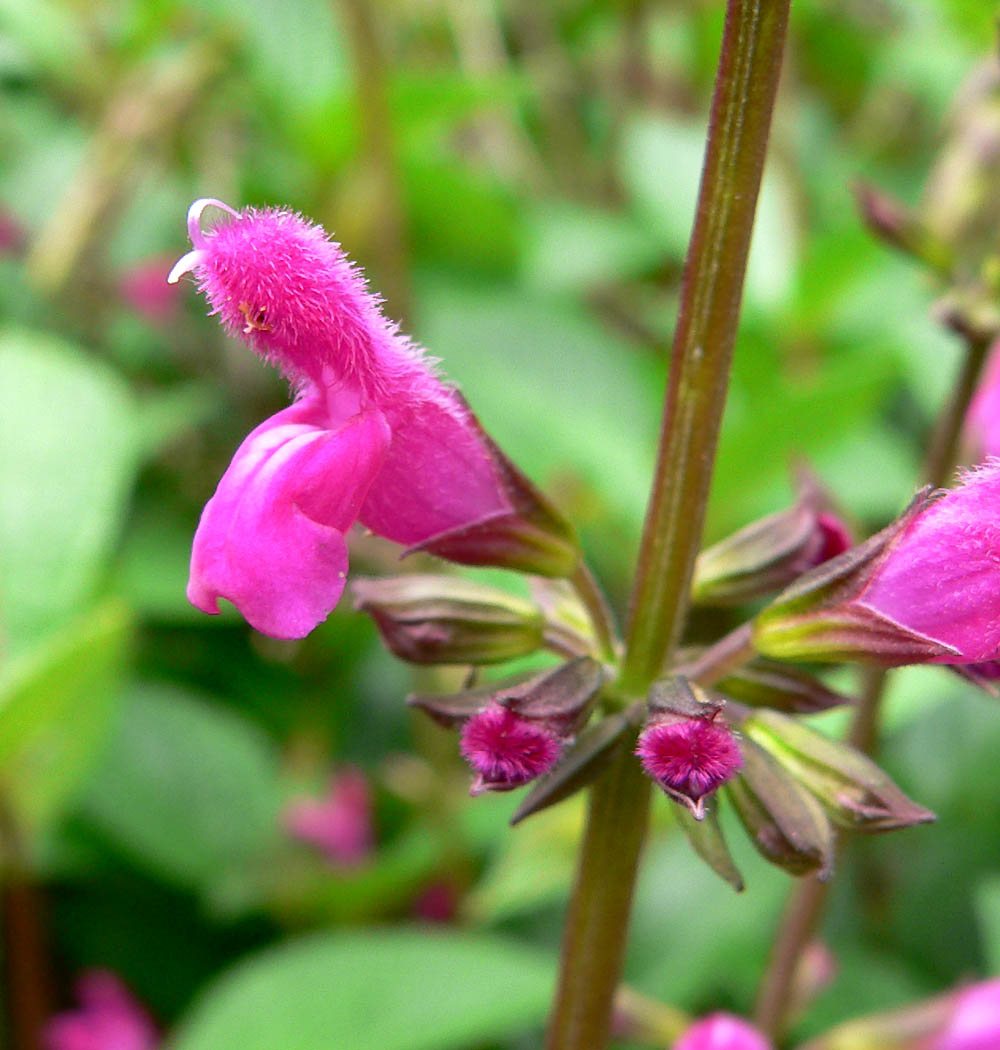
Salvia chiapensis

- Salvia caymanensis Millsp. & Uline ex Millsp.
- Salvia chapmanii Gray
- Salvia chiapensis Fernald
- Salvia chienii
- Salvia chinensis
- Salvia chunganensis
- Salvia clevelandii Greene clevelandi kékzsálya
- Salvia clusii
- Salvia coccinea – skarlátpiros zsálya (vörös virágú évelő); Blood Sage, "scarlet sage"
- Salvia columbariae – galambzsálya; Golden Chia, pashí (Tongva)
- Salvia cryptantha
- Salvia cyclostegia
- Salvia cynica

## D
| Tartalomjegyzék                                                 |
| --------------------------------------------------------------- |
| Elejére 0–9 A B C D E F G H I J K L M N O P Q R S T U V W X Y Z |

- Salvia dabieshanensis
- Salvia darcyi
- Salvia davidsonii Greenm.
- Salvia deserta
- Salvia desoleana Atzei & V. Picci
- Salvia digitaloides

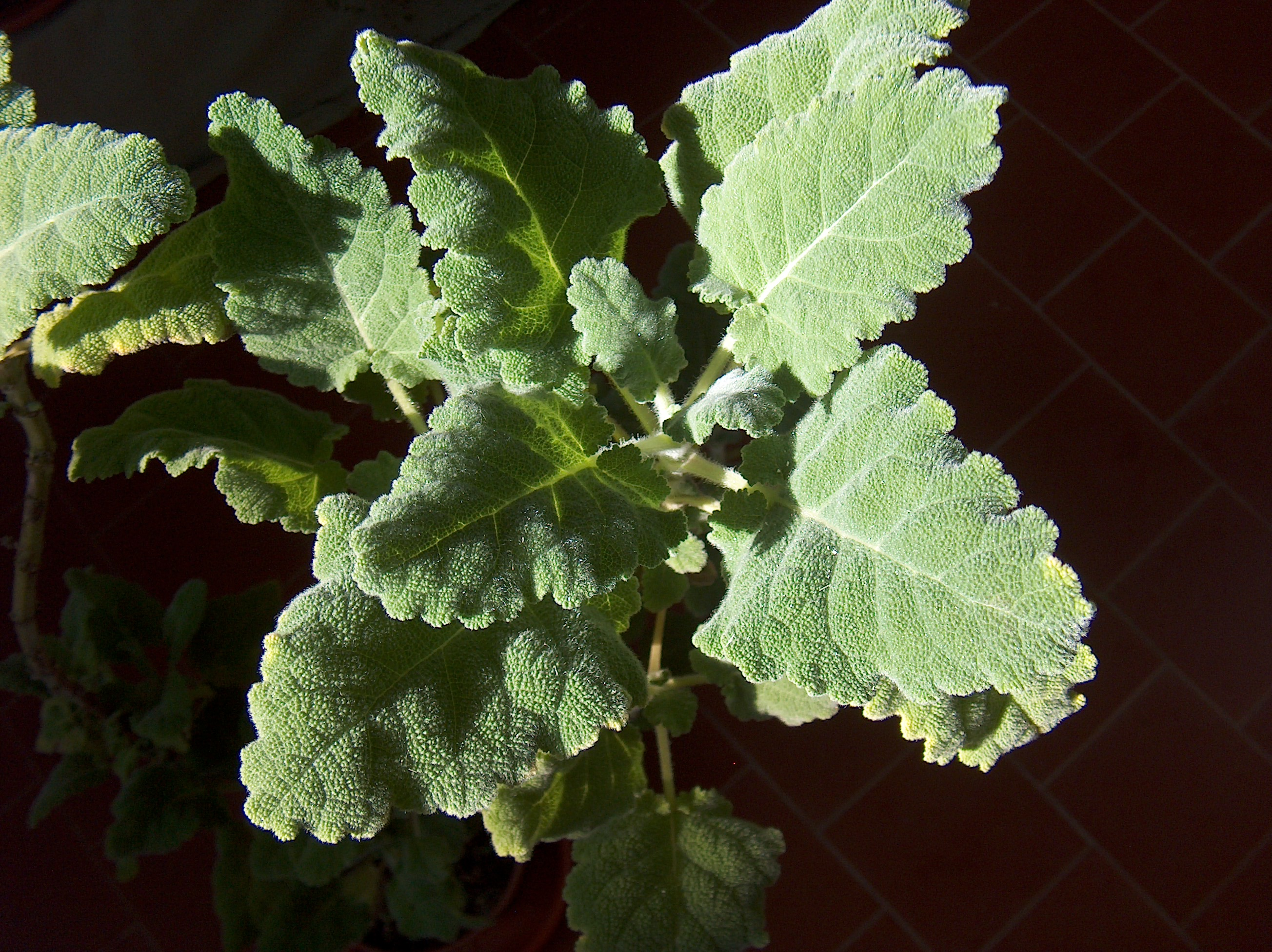
Salvia desoleana

- Salvia discolor – andoki ezüstös zsálya
- Salvia divinorum – látnokzsálya vagy jósmenta; Diviner's Sage, Pipiltzintzintli, Ska María Pastora, Sage of the Seers
- Salvia dolichantha Whitehouse
- kis sivatagi zsálya (Salvia dorrii) – (elszívva enyhe hallucinogén hatása van); Tobacco Sage, Dorr's Sage, Mint Sage

## E
| Tartalomjegyzék                                                 |
| --------------------------------------------------------------- |
| Elejére 0–9 A B C D E F G H I J K L M N O P Q R S T U V W X Y Z |

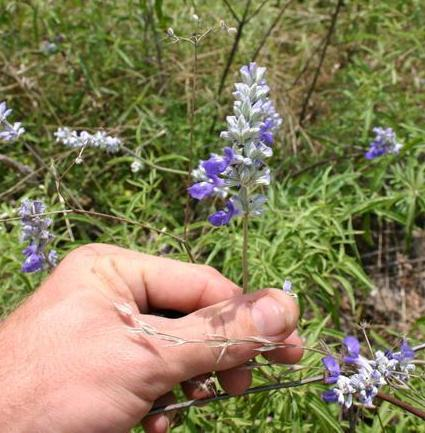
A hamvas zsálya (Salvia farinacea) apró virágai

- Salvia elegans – ananászzsálya; Pineapple sage
- Salvia engelmannii Gray
- Salvia eremostachya Jepson
- Salvia evansiana

## F
| Tartalomjegyzék                                                 |
| --------------------------------------------------------------- |
| Elejére 0–9 A B C D E F G H I J K L M N O P Q R S T U V W X Y Z |

- Salvia farinacea Benth. – hamvas zsálya (egyéves, de enyhe időjáráskor áttelelhet); Mealy Cup Sage
- Salvia filicifolia
- Salvia flava
- Salvia fragarioides
- Salvia fulgens – vöröslő zsálya (évelő)
- Salvia funerea – gyapjas zsálya; Death Valley Sage

## G
| Tartalomjegyzék                                                 |
| --------------------------------------------------------------- |
| Elejére 0–9 A B C D E F G H I J K L M N O P Q R S T U V W X Y Z |

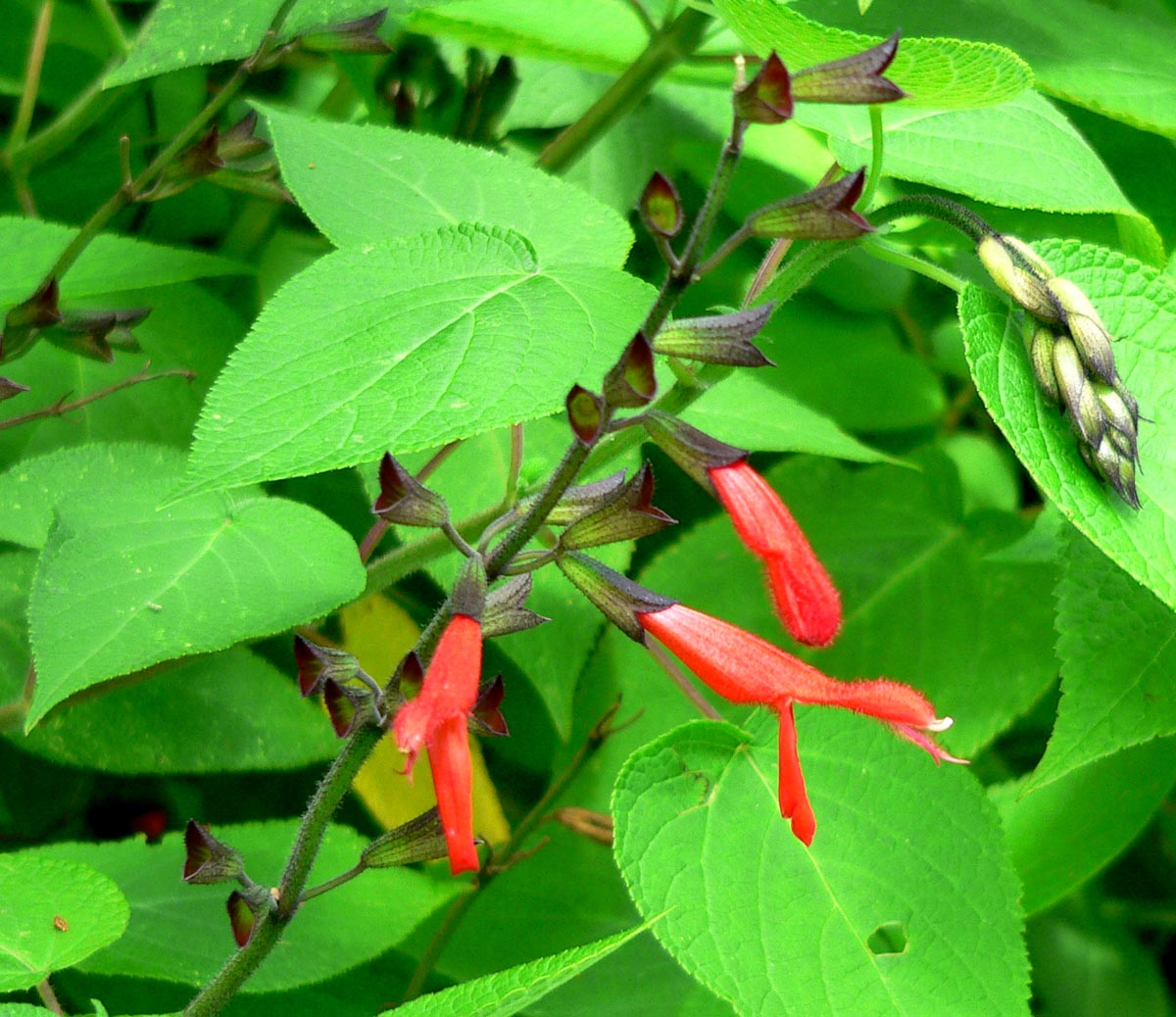
Salvia gesneriiflora

- Salvia gesneriiflora Lindl. & Paxton
- Salvia glutinosa – enyves zsálya; Glutinous Sage, Sticky Sage, Jupiter's Sage
- Salvia grandifolia
- Salvia greatae Brandeg.
- Salvia greggii – (vörös virágú zsályafaj igen erős illattal); Autumn Sage
- Salvia guaranitica – ánizsszagú zsálya; Anise-scented Sage, "hummingbird sage"

## H
| Tartalomjegyzék                                                 |
| --------------------------------------------------------------- |
| Elejére 0–9 A B C D E F G H I J K L M N O P Q R S T U V W X Y Z |

- Salvia handelii
- Salvia hayatae
- Salvia henryi Gray
- Salvia heterochroa
- Salvia hians
- Salvia himmelbaurii

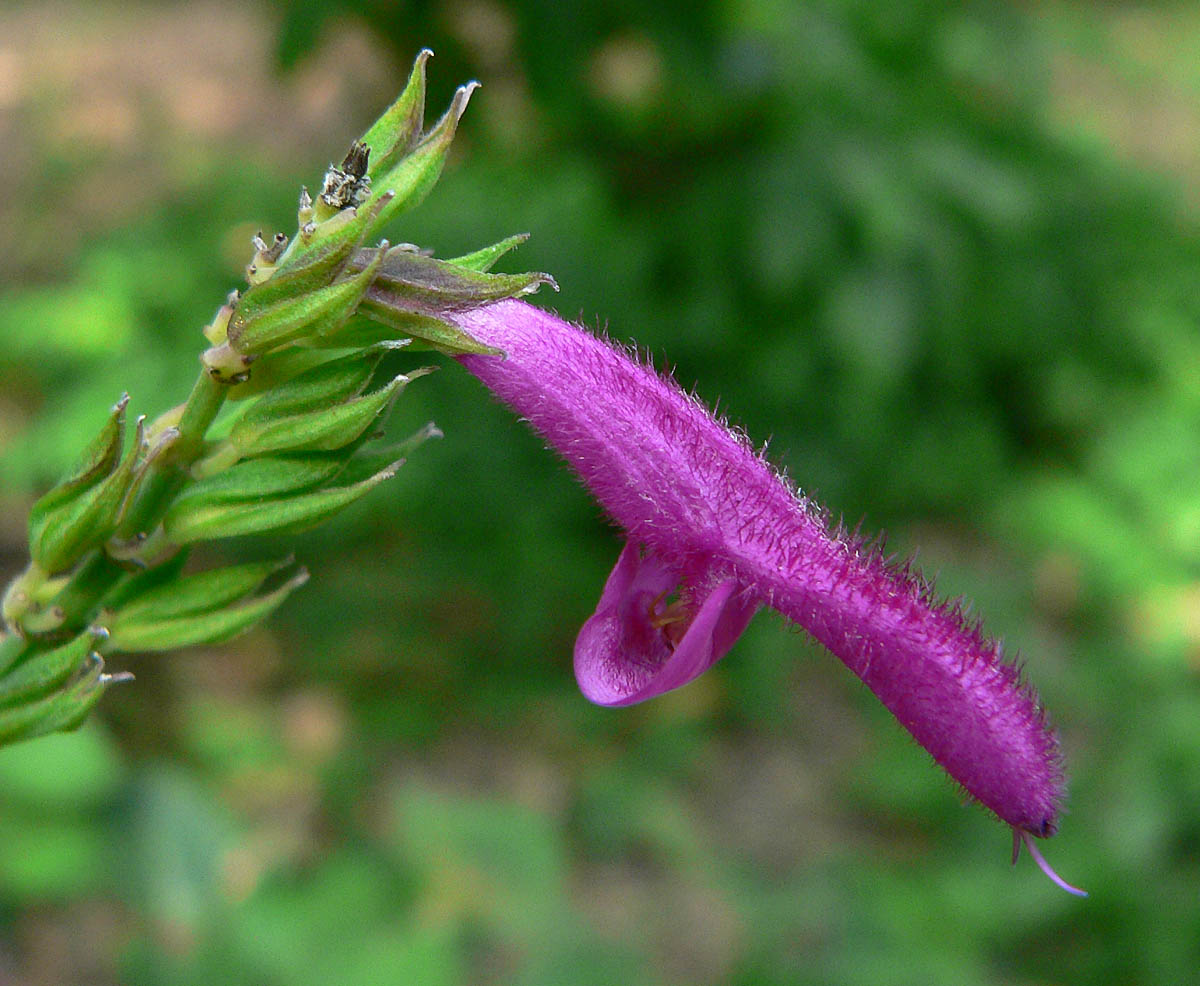
Salvia iodantha

- Salvia hispanica – chia vagy azték zsálya; Chia
- Salvia honania
- Salvia hupehensis
- Salvia hylocharis

## I

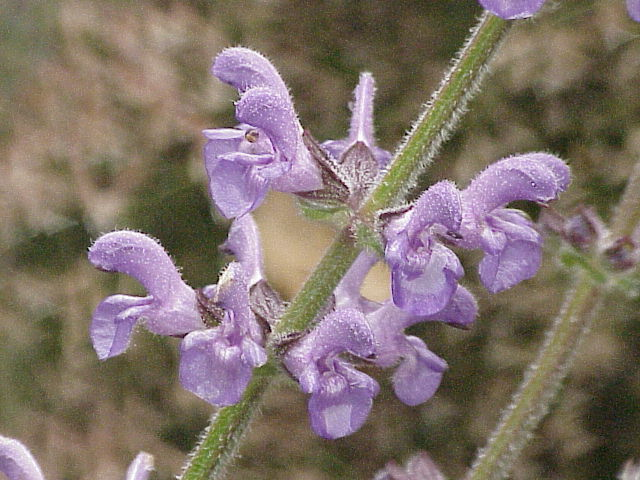
Salvia kopetdaghensis

| Tartalomjegyzék                                                 |
| --------------------------------------------------------------- |
| Elejére 0–9 A B C D E F G H I J K L M N O P Q R S T U V W X Y Z |

- Salvia involucrata
- Salvia iodantha Fernald

## J
- Salvia japonica

## K
- Salvia kiangsiensis
- Salvia kiaometiensis
- Salvia kopetdaghensis Kudr.

## L
| Tartalomjegyzék                                                 |
| --------------------------------------------------------------- |
| Elejére 0–9 A B C D E F G H I J K L M N O P Q R S T U V W X Y Z |

- Salvia lanceolata Brouss.
- Salvia lankongensis
- Salvia lemmonii Gray
- Salvia leptophylla Benth.

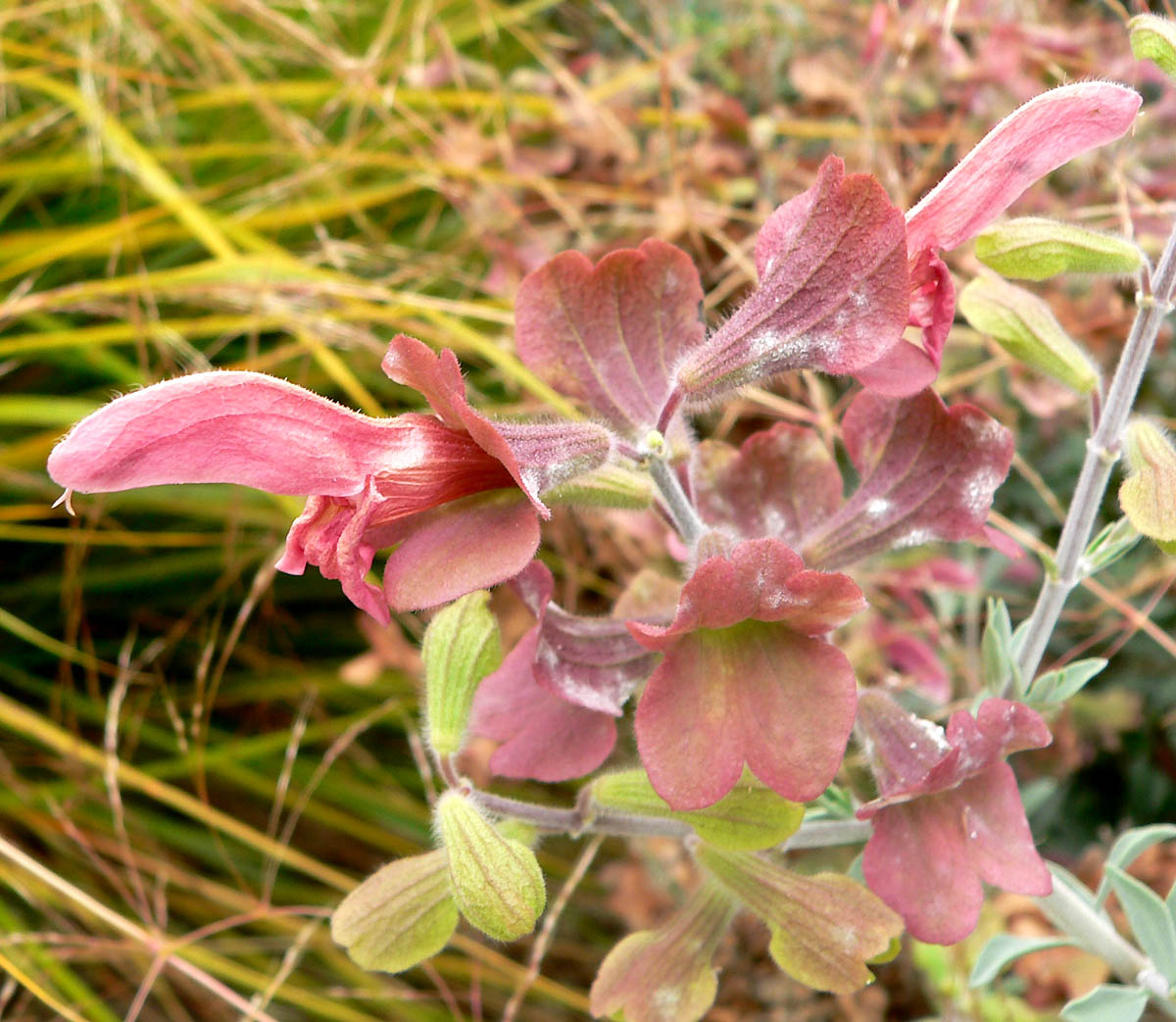
Salvia lanceolata

- Salvia leucantha Cav. – mexikói zsálya (bársonyos lila és fehér füzérvirágzat, kb. 1 méteresre megnő); Mexican Bush Sage
- Salvia leucophylla – Purple Sage
- Salvia libanotica (syn. S. fruticosa, S. triloba) – East Mediterranean Sage, khokh barri, na'ama hobeiq'es-sedr (arab nyelven)
- Salvia liguliloba
- Salvia longistyla
- Salvia lycioides Gray
- Salvia lyrata – Lyre-leafed Sage

## M
| Tartalomjegyzék                                                 |
| --------------------------------------------------------------- |
| Elejére 0–9 A B C D E F G H I J K L M N O P Q R S T U V W X Y Z |

- Salvia mairei
- Salvia maximowicziana
- Salvia meiliensis
- Salvia mekongensis
- Salvia mellifera – Black Sage

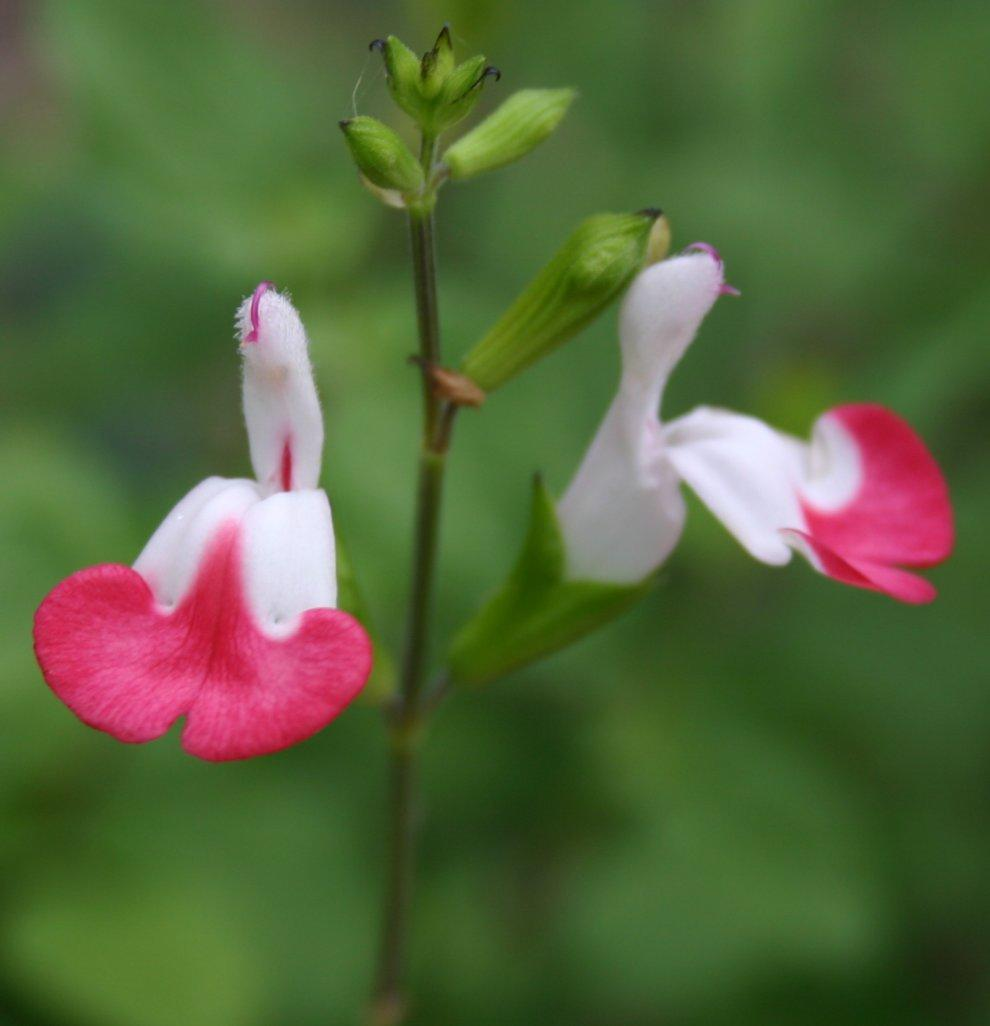
Kislevelű zsálya (Salvia microphylla)

- Salvia mexicana – mexikói zsálya (középkék-levendula virágok, 2,5-3 méter magas)
- Salvia micrantha Vahl
- Salvia microphylla Benth. – kislevelű zsálya; Baby Sage
- Salvia miltiorrhiza – kínai zsálya; Chinese Sage, Red Sage, dǎnshēn (kínai nyelven)
- Salvia misella Kunth
- Salvia mohavensis – Mojave-zsálya; Mojave Sage
- Salvia multicaulis
- Salvia muelleri Epling
- Salvia munzii Epling

## N
| Tartalomjegyzék                                                 |
| --------------------------------------------------------------- |
| Elejére 0–9 A B C D E F G H I J K L M N O P Q R S T U V W X Y Z |

- Salvia nanchuanensis

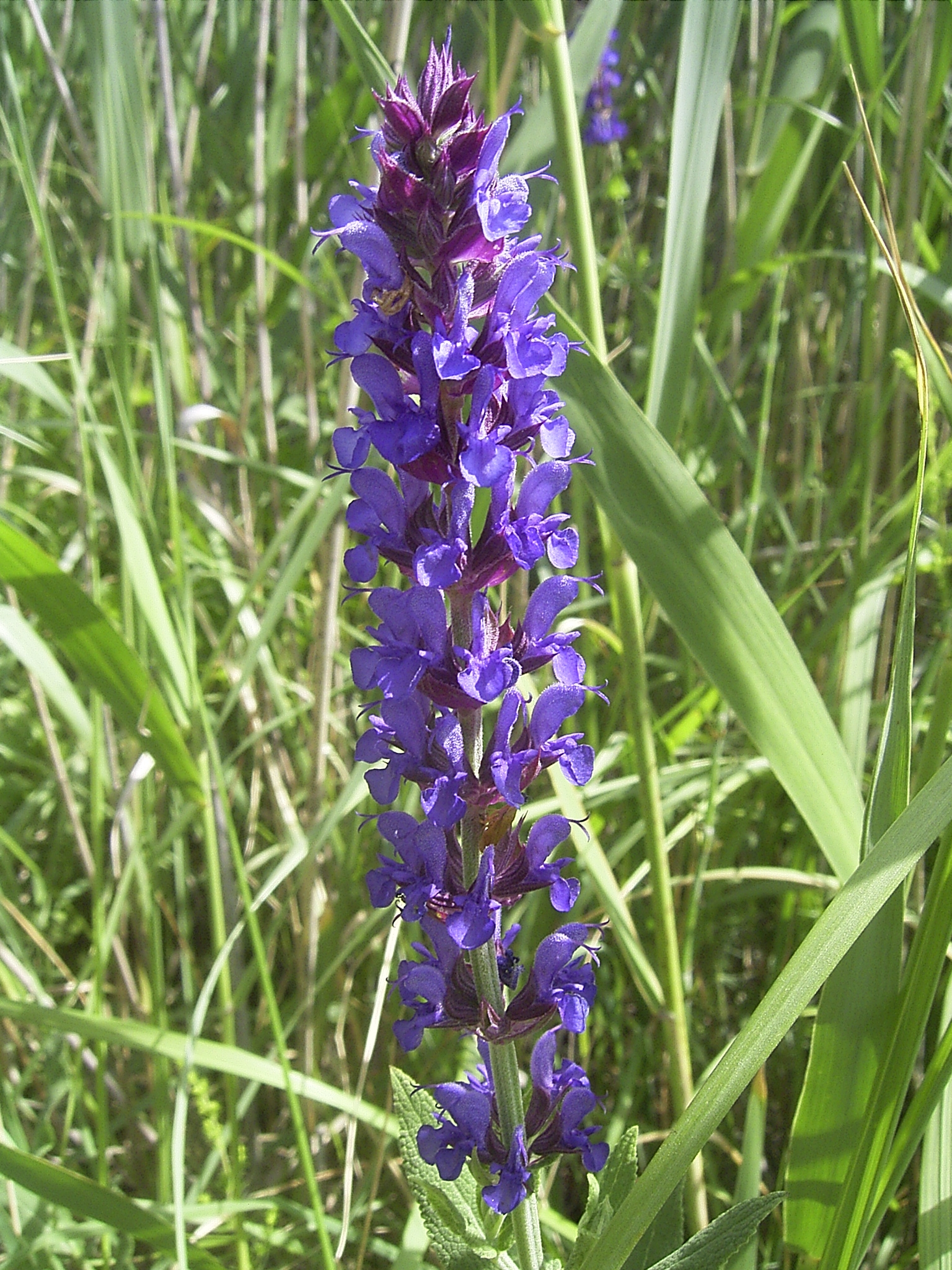
Salvia nemorosa

- Salvia nemorosa L. – ligeti zsálya, Szent-Ilona füve
- Salvia nipponica
- Salvia nubicola
- Salvia nutans L. – bókoló zsálya

## O
| Tartalomjegyzék                                                 |
| --------------------------------------------------------------- |
| Elejére 0–9 A B C D E F G H I J K L M N O P Q R S T U V W X Y Z |

- Salvia occidentalis Sw. – orvosi zsálya
- Salvia officinalis – Common Sage
- Salvia omeiana

## P
| Tartalomjegyzék                                                 |
| --------------------------------------------------------------- |
| Elejére 0–9 A B C D E F G H I J K L M N O P Q R S T U V W X Y Z |

- Salvia pachyphylla Epling
- Salvia paohsingensis
- Salvia paramiltiorrhiza
- Salvia parryi Gray

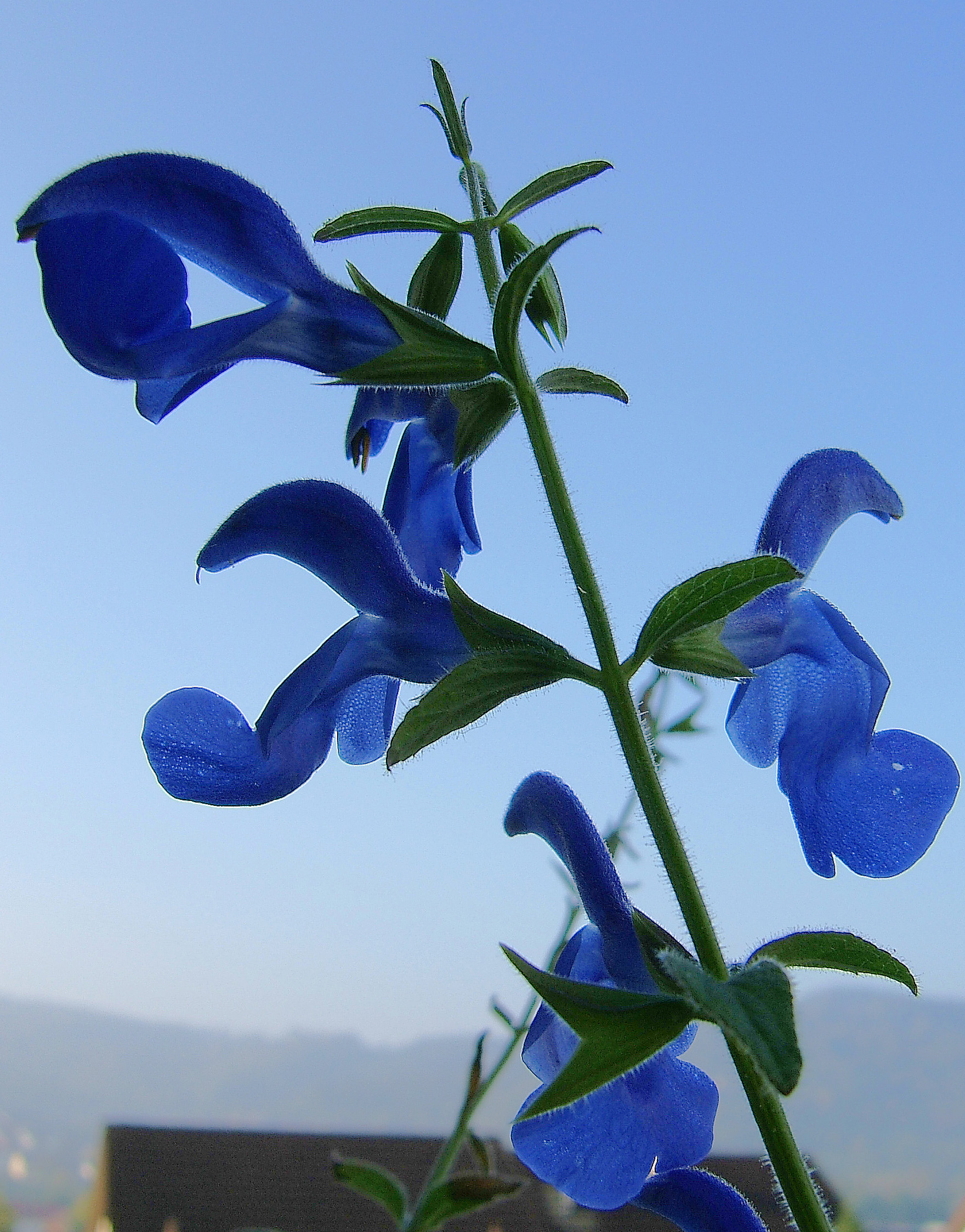
Salvia patens

- Salvia patens Cav. – kék zsálya vagy enciánkék zsálya
- Salvia pauciflora
- Salvia penstemonoides Kunth & Bouché
- Salvia piasezkii
- Salvia pinguifolia Woot. & Standl.
- Salvia plebeia
- Salvia plectranthoides
- Salvia pogonochila
- Salvia polystachya – chia
- Salvia potaninii
- Salvia potus Epling – chia
- Salvia pratensis (syn. S. virgata) – mezei zsálya; Meadow Clary, Meadow Sage
- Salvia prattii
- Salvia prionitis
- Salvia przewalskii
- Salvia pseudomisella

## Q
| Tartalomjegyzék                                                 |
| --------------------------------------------------------------- |
| Elejére 0–9 A B C D E F G H I J K L M N O P Q R S T U V W X Y Z |

- Salvia qimenensis

## R
| Tartalomjegyzék                                                 |
| --------------------------------------------------------------- |
| Elejére 0–9 A B C D E F G H I J K L M N O P Q R S T U V W X Y Z |

- Salvia reflexa Hornem.
- Salvia regla Cav.
- Salvia riparia Kunth
- Salvia roborowskii
- Salvia roemeriana Scheele (az árnyékos, nedves területeket kedveli)

## S
| Tartalomjegyzék                                                 |
| --------------------------------------------------------------- |
| Elejére 0–9 A B C D E F G H I J K L M N O P Q R S T U V W X Y Z |

- Salvia scapiformis
- Salvia schizocalyx
- Salvia schizochila

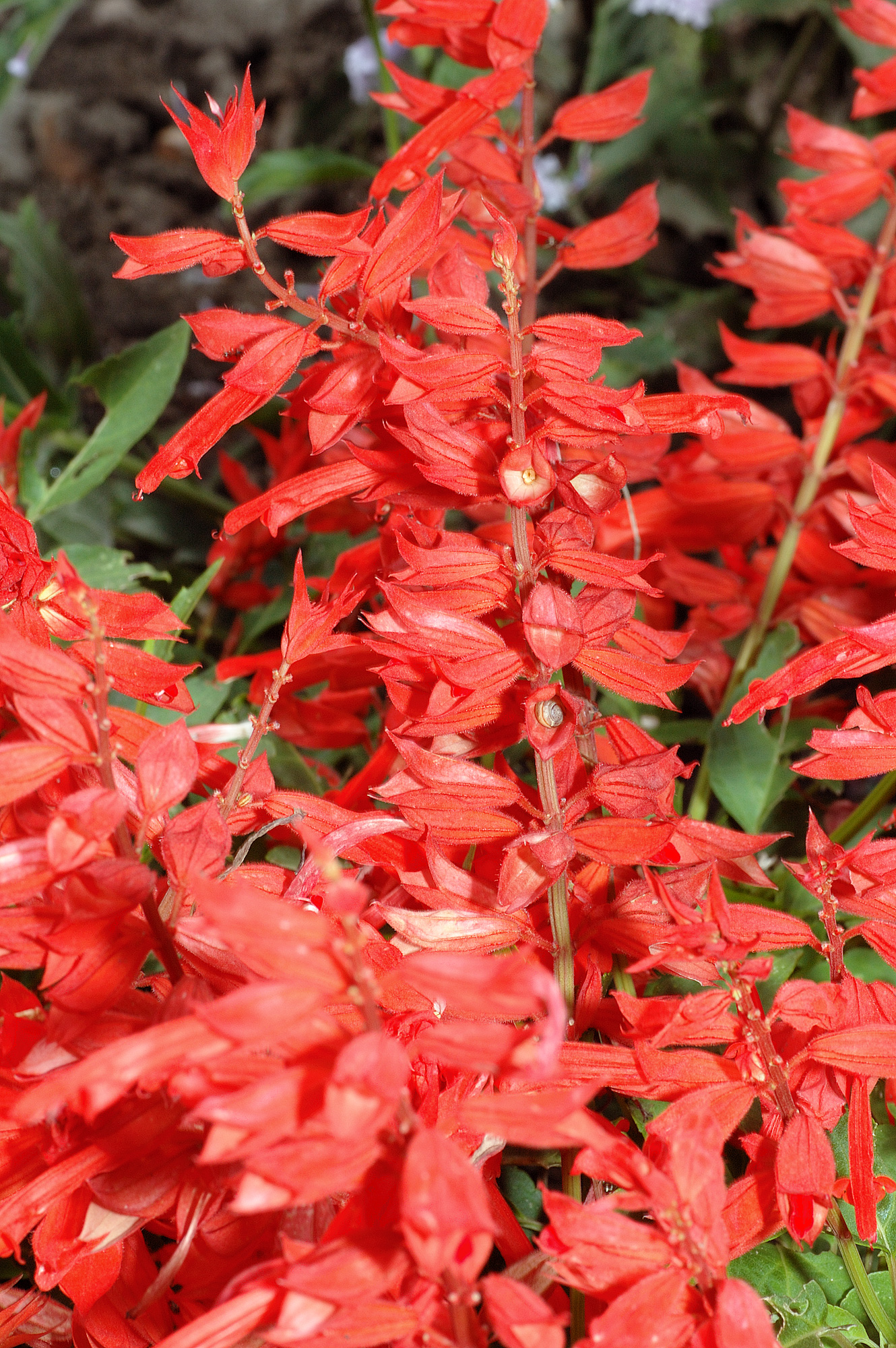
Paprikavirág (Salvia splendens)

- Salvia sclarea – muskotályzsálya; Common Clary, Clary Sage
- Salvia serotina L.
- Salvia sikkimensis
- Salvia sinica
- Salvia smithii
- Salvia sonchifolia
- Salvia sonomensis – Creeping Sage
- Salvia spathacea – kolibrizsálya, karmazsinzsálya, korsózsálya; „Hummingbird Sage”, „Pitcher Sage”
- Salvia splendens – paprikavirág; Tropical Sage, „scarlet sage”
- Salvia subincisa Benth.
- Salvia subpalmatinervis
- Salvia substolonifera
- Salvia summa A. Nels.

## T
| Tartalomjegyzék                                                 |
| --------------------------------------------------------------- |
| Elejére 0–9 A B C D E F G H I J K L M N O P Q R S T U V W X Y Z |

- Salvia texana Torr.
- Salvia thomasiana Urban
- Salvia tiliifolia Vahl
- Salvia tricuspis
- Salvia trijuga
- Salvia triloba

## U
| Tartalomjegyzék                                                 |
| --------------------------------------------------------------- |
| Elejére 0–9 A B C D E F G H I J K L M N O P Q R S T U V W X Y Z |

- Salvia uliginosa – mocsári zsálya
- Salvia umbratica
- Salvia urticifolia L.

## V
| Tartalomjegyzék                                                 |
| --------------------------------------------------------------- |
| Elejére 0–9 A B C D E F G H I J K L M N O P Q R S T U V W X Y Z |

- Salvia vanhouttei
- Salvia vaseyi Parish
- Salvia vasta
- Salvia veneris

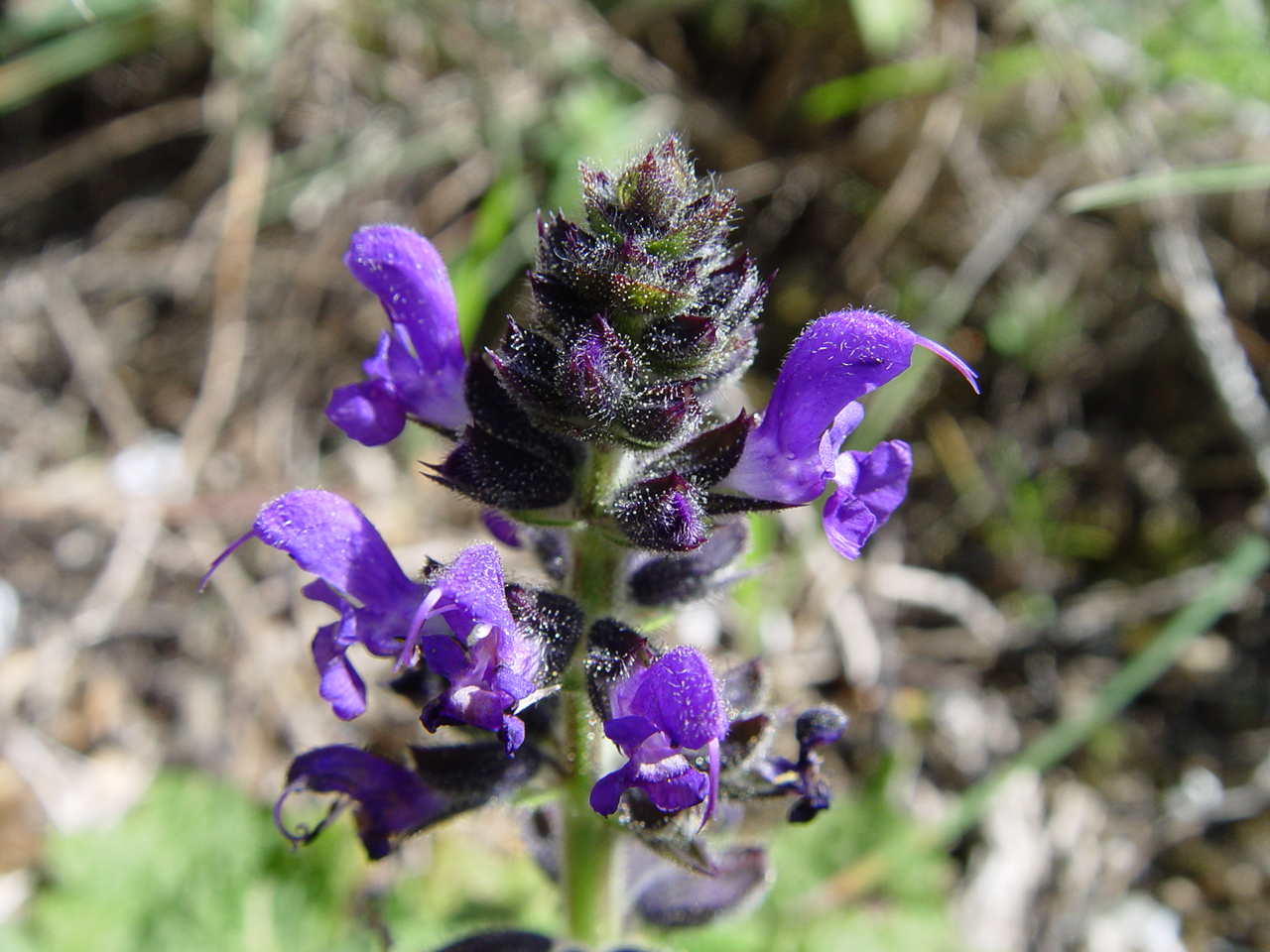
kisvirágú zsálya (Salvia verbenaca)

- Salvia verbenaca L. – kisvirágú zsálya, (vagy szeldeltlevelű) ; Wild Clary, Wild Sage
- Salvia verticillata – lózsálya
- Salvia vinacea Woot. & Standl.
- Salvia viridis (syn. S. horminum) – egynyári zsálya; Annual Clary

## W
| Tartalomjegyzék                                                 |
| --------------------------------------------------------------- |
| Elejére 0–9 A B C D E F G H I J K L M N O P Q R S T U V W X Y Z |

- Salvia wardii
- Salvia weihaiensis

## Y
| Tartalomjegyzék                                                 |
| --------------------------------------------------------------- |
| Elejére 0–9 A B C D E F G H I J K L M N O P Q R S T U V W X Y Z |

- Salvia yunnanensis
- Salvia yosgadensis